# Sabella fragilis
Sabella fragilis är en ringmaskart som beskrevs av Grube 1863. Sabella fragilis ingår i släktet Sabella och familjen Sabellidae. Inga underarter finns listade i Catalogue of Life.